# UNESCOs Verdensarvsliste (I fare)
Verdensarvsområder i fare er en særlig liste, som UNESCO udarbejder, der viser verdensarvsområder der af den ene eller anden årsag er i fare. Listen udarbejdes med baggrund i koventionens artikel 11 punkt 4.
Årstallet i parentes angiver hvornår stedet er optaget på farelisten.

## Afghanistan
- Buddhaerne i Bamiyan (2003)
- Minareten i Jam (2002)

## Azerbaijan
- Baku (2003)

## Central Afrikanske Republik
- Manovo-Gounda St. Floris Nationalpark (1997)

## Chile
- Humberstone og Santa Laura Saltpeter værker (2005)

## Den Demokratiske Republik Congo
- Garamba Nationalpark (1996)
- Kahuzi-Biega Nationalpark (1997)
- Okapi Vildtreservat (1997)
- Salonga Nationalpark (1999)
- Virunga Nationalpark (1994)

## Elfenbenskysten
- Comoé nationalpark  (2003)
- Mount Nimba Strict Nature Reserve Nationalpark (1992)(også i Guinea)

## Ecuador
- Galapagosøerne (2007)

## Etiopien
- Simien Nationalpark (1996)

## Filippinerne
- Cordilleras risterasserne (2001)

## Guinea
- Mount Nimba Strict Nature Reserve Nationalpark (1992) (også i Elfenbenskysten)

## Indien
- Manas vildtreservat (1992)

## Iran
- Bam (2004)

## Irak
- Assur (Qal'at Sherqat) (2003)
- Den arkæologiske by Samarra (2007)

## Jerusalem
- Den Gamle By i Jerusalem og byens mure (1982)

(Den gamle by i Jerusalem ligger i den østlige del af Jerusalem som har været under israelsk kontrol siden 1967, men dette er ikke anerkendt som israelsk territorium af FN og mange lande.)

## Mali
- Timbuktu

## Niger
- Aïr og Ténéré naturreservat (1992)

## Pakistan
- Fort Lahore og Shalamar haverne i Lahore (2000)

## Peru
- Chan Chan arkæologiske udgravninger(1986)

## Senegal
- Niokolo-Koba Nationalpark (2007)

## Serbien
- Middelalder-monumenterne i Kosovo (2006)

## Tanzania
- Ruinerne af Kilwa Kisiwani og ruinerne af Songo Mnara (2004)

## Tyskland
- Elbdalen (2006)

## Venezuela
- Coro og dens havn (2005)

## Yemen
- Den historiske by Zabid (2000)

## Ægypten
- Abu Mena (2001)